# Robert Forster
Robert Forster, właśc. Robert Wallace Foster Jr.  (ur. 13 lipca 1941 w Rochester, zm. 11 października 2019 w Los Angeles) – amerykański aktor filmowy i telewizyjny. Najbardziej znany z ról Johna Cassellisa w Chłodnym okiem (1969), libańskiego terrorysty Abdula Rafaia w dreszczowcu Oddział Delta (1986) oraz Maksa Cherry’ego w filmie Quentina Tarantino Jackie Brown (1997); za ostatnią z ról był on nominowany do Oscara dla najlepszego aktora drugoplanowego.

## Życiorys

### Wczesne lata
Urodził się i był wychowywany w Rochester w stanie Nowy Jork jako syn Grace Dorothy (z domu Montanarella) i Roberta Wallace’a Forstera, Seniora, który pracował jako trener słoni w objazdowym cyrku Ringling Bros. and Barnum & Bailey Circus, a później w kierownictwie przedsiębiorstwa dostarczającego pieczywo. Jako hołd dla swojego ojca, w filmie Jackie Brown (1997), Forster zawiesił w biurze granej przez niego postaci jeden z plakatów ojca Barnum & Bailey Circus. Jego matka była pochodzenia włoskiego, natomiast ojciec miał angielskie i irlandzkie korzenie. Jego rodzice rozwiedli się w 1949.
Był sportowcem w liceum i college’u. W 1964 uzyskał bakalaureat z historii na University of Rochester. Występował na studenckiej scenie w musicalu Bye Bye Birdie. Choć pierwotnie planował rozpocząć karierę prawniczą, ostatecznie postanowił zająć się aktorstwem.

### Kariera
Grał w lokalnym teatrze, a następnie przeniósł się do Nowego Jorku, gdzie w 1965 zdobył swoją pierwszą rolę na Broadwayu jako Frankie w sztuce Mrs. Dally z Arlene Francis. Po dobrze przyjętych rolach drugoplanowych, jako szeregowy Williams w dramacie Johna Hustona W zwierciadle złotego oka (1967) wg powieści Carson McCullers oraz jako zwiadowca indiańskiego pochodzenia Nick Tana w westernie Roberta Mulligana Był tu Salvaje (1968), Forster wystąpił w uznanej przez krytykę produkcji Chłodnym okiem (1969). W 1973 wystąpił na Broadwayu jako Stanley Kowalski w przedstawieniu Tramwaj zwany pożądaniem Tennessee Williamsa z Julie Harris.
Po występach w serialach telewizyjnych Banyon (1972) i Nakia (1974), odgrywał głównie role drugoplanowe w filmach akcji i horrorach, w tym Czarna dziura (1979). W latach 80. Forster brał udział w produkcjach mniej ambitnych – horrorze Lewisa Teague Aligator (1980) wg scenariusza Johna Saylesa, dreszczowcu kryminalnym Vigilante (1983) z Fredem Williamsonem, filmie akcji Menahema Golana Oddział Delta (1986) z Chuckiem Norrisem i Lee Marvinem oraz dreszczowcu Bankier (1989).
W 1998 był nominowany do Oscara w kategorii „Najlepszy aktor drugoplanowy” za kreację Maxa Cherry, poręczyciela tytułowej bohaterki (Pam Grier) w dreszczowcu kryminalnym Quentina Tarantino Jackie Brown (1997), któremu zawdzięcza on odrodzenie swojej kariery. Od tamtego czasu regularnie brał udział w różnych produkcjach filmowych, m.in.: Magiczne buty (2002), Mulholland Drive (2001), Ja, Irena i Ja (2000), Zabójczy numer (2006) i Firewall (2006).
W telewizyjnym dreszczowcu biograficznym CBS Polowanie na potwora (The Hunt for the BTK Killer, 2005) zagrał postać detektywa Jasona Magidę, mającego schwytać seryjnego mordercę Dennisa Radera (Gregg Henry). W serialu Gliniarze bez odznak (2002–2003) Forster sportretował ojca Vana, jednego z głównych bohaterów telewizyjnej produkcji.
Forster wziął udział w kampanii społecznej Hip-Hop Literacy, zachęcającej do czytania książek autorstwa Elmore’a Leonarda; aktor zagrał w ekranizacji jego powieści Rumowy poncz, Jackie Brown. Forster zagrał w serialu NBC Herosi (2006–2010) i serialowym dramacie kryminalnym AMC Breaking Bad (2008–2013).
Forster był także motywacyjnym mówcą.
Forster był członkiem stowarzyszenia Triple Nine Society, zrzeszającego osoby z wysokim ilorazem inteligencji.
Zmarł 11 października 2019 w Los Angeles, w wieku 78 lat. Przyczyną śmierci był rak mózgu. Dzień jego śmierci był również dniem premiery ostatniego filmu z jego udziałem - Netflix El Camino: Film Breaking Bad) w reż. Vince’a Gilligana jako Ed Galbraith, serwisant odkurzaczy, który specjalizuje się w przenoszeniu osób uciekających przed prawem, nadając im nowe tożsamości za sporą opłatą.

## Filmografia

### Filmy pełnometrażowe
| Rok  | Tytuł                                | Rola                    | Uwagi                                                                                          |
| ---- | ------------------------------------ | ----------------------- | ---------------------------------------------------------------------------------------------- |
| 1967 | W zwierciadle złotego oka            | szeregowy L.G. Williams |                                                                                                |
| 1968 | Był tu Salvaje                       | Nick Tana               |                                                                                                |
| 1969 | Justine                              | Narouz                  |                                                                                                |
| 1969 | Chłodnym okiem                       | John Cassellis          |                                                                                                |
| 1970 | Cover Me Babe                        | Tony Hall               |                                                                                                |
| 1973 | Ojciec chrzestny nie żyje            | Frank                   |                                                                                                |
| 1977 | Kaskaderzy                           | Glen Wilson             |                                                                                                |
| 1978 | Lawina                               | Nick Thorne             |                                                                                                |
| 1979 | The Lady in Red                      | Turk                    | niewymieniony w czołówce                                                                       |
| 1979 | Czarna dziura                        | kapitan Dan Holland     |                                                                                                |
| 1980 | Aligator                             | David                   |                                                                                                |
| 1981 | „Goliat” czeka                       | Jeff Selrik             | film telewizyjny                                                                               |
| 1981 | Heartbreak High                      | trener Alan Arnoldi     |                                                                                                |
| 1983 | Vigilante                            | Eddie Marino            |                                                                                                |
| 1983 | Spacerując na krawędzi               | Jason Walk              |                                                                                                |
| 1986 | Hollywood Harry                      | Harry Petry             | także producent i reżyser                                                                      |
| 1986 | Oddział Delta                        | Abdul Rafai             |                                                                                                |
| 1988 | Escuadrón                            | Dyktator                |                                                                                                |
| 1989 | The Banker                           | Dan                     |                                                                                                |
| 1990 | Checkered Flag                       | Jack Cotton             |                                                                                                |
| 1990 | Strażnik pokoju                      | Yates                   |                                                                                                |
| 1991 | Dwudziesta dziewiąta ulica           | sierżant Tartaglia      |                                                                                                |
| 1993 | Maniakalny glina 3                   | dr Powell               |                                                                                                |
| 1994 | Amerykański Yakuza                   | Littman                 |                                                                                                |
| 1996 | Original Gangstas                    | detektyw Slatten        |                                                                                                |
| 1997 | Szkoła przetrwania                   | Gentry                  |                                                                                                |
| 1997 | American Perfekt                     | Jake Nyman              |                                                                                                |
| 1997 | Nocny patrol                         | Teak Taylor             |                                                                                                |
| 1997 | Jackie Brown                         | Max Cherry              | nominacja: Oscar dla najlepszego aktora drugoplanowego                                         |
| 1998 | Psychol                              | dr Simon                |                                                                                                |
| 1998 | Okno na podwórze                     | detektyw Charlie Moore  | film telewizyjny                                                                               |
| 1998 | Radiostacja                          | Odell Parks             |                                                                                                |
| 1999 | Wściekłość                           | Tyler                   |                                                                                                |
| 1999 | Kiss Toledo Goodbye                  | Sal Fortuna             |                                                                                                |
| 2000 | Supernova                            | A.J. Marley             |                                                                                                |
| 2000 | Na wielkich jeziorach                | Joe Kitko               |                                                                                                |
| 2000 | Ja, Irena i Ja                       | pułkownik Parington     |                                                                                                |
| 2000 | Diamentowy Człowiek                  | Eddie Miller            |                                                                                                |
| 2001 | Mulholland Drive                     | detektyw Harry McKnight |                                                                                                |
| 2001 | Wojna plemników                      | ojciec Nathana          |                                                                                                |
| 2001 | Finder’s Fee                         | oficer Campbell         |                                                                                                |
| 2002 | Magiczne buty                        | trener Wagner           |                                                                                                |
| 2002 | Samotny bohater                      | Gus                     |                                                                                                |
| 2002 | Strange Hearts                       | Jack Waters             |                                                                                                |
| 2002 | Murder in Greenwich                  | Steve Carroll           | film telewizyjny                                                                               |
| 2003 | Przekręt doskonały                   | Morgan Price            |                                                                                                |
| 2003 | Aniołki Charliego: Zawrotna szybkość | Roger Wixon             |                                                                                                |
| 2003 | Ciało potrzebne na gwałt             | Stanley Parsons         |                                                                                                |
| 2005 | Polowanie na potwora                 | detektyw Jason Magida   |                                                                                                |
| 2006 | Firewall                             | Harry Romano            |                                                                                                |
| 2006 | Zabójczy numer                       | Murphy                  |                                                                                                |
| 2007 | D-War: Wojna smoków                  | Wilson                  |                                                                                                |
| 2007 | Zemsta po śmierci                    | Lloyd                   |                                                                                                |
| 2007 | Ślady zbrodni                        | Arlo Grange             |                                                                                                |
| 2008 | Jack i Jill kontra reszta świata     | Norman                  | niewymieniony w czołówce                                                                       |
| 2009 | Złodziejski kodeks                   | porucznik Samuel Weber  |                                                                                                |
| 2009 | Duchy moich byłych                   | sierżant Volkom         |                                                                                                |
| 2010 | W nurcie życia                       | Louie                   |                                                                                                |
| 2011 | Girl Walks into a Bar                | Dodge                   |                                                                                                |
| 2011 | Spadkobiercy                         | Scott Thorson           | nominacja: Screen Actors Guild Award for Outstanding Performance by a Cast in a Motion Picture |
| 2013 | Olimp w ogniu                        | generał Edward Clegg    |                                                                                                |
| 2014 | Automata                             | Robert Bold             |                                                                                                |
| 2015 | Ocalona                              | Bill Talbot             |                                                                                                |
| 2016 | Londyn w ogniu                       | generał Edward Clegg    |                                                                                                |
| 2016 | The Confirmation                     | Otto                    |                                                                                                |
| 2019 | El Camino: Film Breaking Bad         | Ed Galbraith            |                                                                                                |
| 2019 | The Wolf of Snow Hallow              | szeryf Hadley           |                                                                                                |

### Seriale telewizyjne
| Rok       | Tytuł                                | Rola                          | Uwagi                                                         |
| --------- | ------------------------------------ | ----------------------------- | ------------------------------------------------------------- |
| 1967      | N.Y.P.D.                             | Tony                          | odcinek: „To Catch a Hero”                                    |
| 1968      | Judd, for the Defense                | Ray Elliott                   | odcinek: „In a Puff of Smoke”                                 |
| 1971–1973 | Banyon                               | Miles Banyon                  | 9 odcinków                                                    |
| 1974      | Nakia                                | zastępca szeryfa Nakia Parker | 14 odcinków                                                   |
| 1975–1977 | Police Story                         | Bob Vandon                    | 5 odcinków                                                    |
| 1976      | Gibbsville                           | N/A                           | odcinek: „All the Young Girls”                                |
| 1985      | Magnum                               | Tyler Peabody McKinney        | 2 odcinki                                                     |
| 1986      | Opowieści z ciemnej strony           | Gary Gooley                   | odcinek: „The Milkman Cometh”                                 |
| 1986      | Napisała: Morderstwo                 | Gilbert Gaston                | odcinek: „The Perfect Foil”                                   |
| 1987      | Hotel                                | Steve Cameron                 | odcinek: „Unfinished Business”                                |
| 1987      | Once a Hero                          | Gumshoe                       | 3 odcinki                                                     |
| 1987–1988 | Kusza                                | Aymong                        | 3 odcinki                                                     |
| 1991      | Gliniarz i prokurator                | Ed Delaney                    | 2 odcinki                                                     |
| 1995      | Strażnik Teksasu                     | Ricky Rickettes               | odcinek: „The Big Bingo Bamboozle”                            |
| 1995      | Napisała: Morderstwo                 | Frank Roussel                 | odcinek: „Big Easy Murder”                                    |
| 1997      | Strażnik Teksasu                     | Lane Tillman                  | odcinek: „Texas vs. Cahill”                                   |
| 2002–2003 | Gliniarze bez odznak                 | Raymond Ray                   | 2 odcinki                                                     |
| 2003–2004 | Karen Sisco                          | Marshall Cisco                | 10 odcinków                                                   |
| 2004      | Tajna sieć                           | Jay Aldrich                   | 2 odcinki                                                     |
| 2004      | Clubhouse                            | Burt Austin                   | odcinek: „Spectator Interference”                             |
| 2004–2005 | Huff                                 | Ben Huffstodt                 | 3 odcinki                                                     |
| 2006      | Wzór                                 | agent Thomas Lawson           | odcinek: „Protest”                                            |
| 2007      | Poślubione armii                     | generał Grayson               | odcinek: „Truth and Consequences”                             |
| 2007      | Gotowe na wszystko                   | Nick Delfino                  | odcinek: „Now I Know, Don’t Be Scared”                        |
| 2007–2008 | Herosi                               | Arthur Petrelli               | 10 odcinków                                                   |
| 2008      | Simpsonowie                          | Lucky Jim                     | serial animowany; głos odcinek: „Sex, Pies and Idiot Scrapes” |
| 2008      | Would Be Kings                       | N/A                           | 2 odcinki                                                     |
| 2011      | CSI: Kryminalne zagadki Nowego Jorku | Joe Vincent                   | odcinek: „Indelible”                                          |
| 2012      | Alcatraz                             | Ray Archer                    | 4 odcinki                                                     |
| 2012      | Transformers: Prime                  | generał Bryce                 | animacja komputerowa; głos odcinek: „Grill”                   |
| 2012–2015 | Ostatni prawdziwy mężczyzna          | Bud Baxter                    | 9 odcinków                                                    |
| 2013      | NTSF:SD:SUV::                        | Booth Whitman                 | odcinek: „Unfrozen Agent Man”                                 |
| 2013      | Breaking Bad                         | Ed                            | odcinek: „Granite State”                                      |
| 2014–2015 | Wojownicze Żółwie Ninja              | Jack J. Kurtzman              | serial animowany; głos 3 odcinki                              |
| 2015      | Backstrom                            | Blue Backstrom                | 2 odcinki                                                     |
| 2016      | Divorce                              |                               |                                                               |